# Seiler Pianofortefabrik

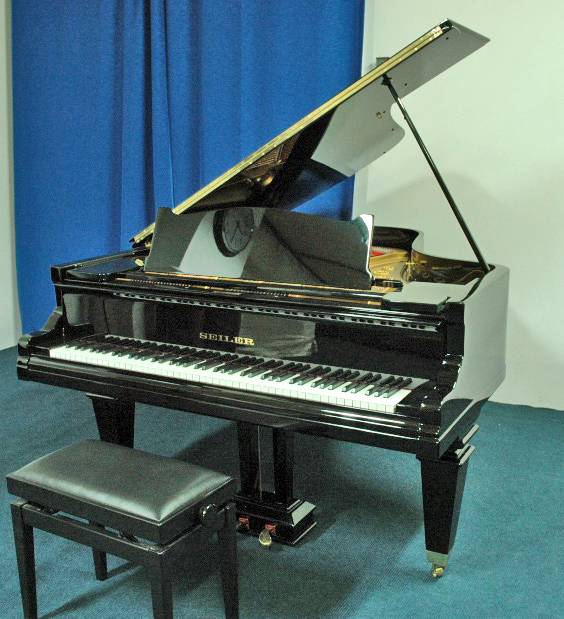
Flügel von Seiler

Die Seiler Pianofortefabrik GmbH ist ein Flügel- und Klavierbauunternehmen mit Firmensitz im unterfränkischen Kitzingen in Bayern, Deutschland.
Das erste Werk wurde 1849 von Eduard Seiler in Liegnitz in der Provinz Schlesien eröffnet. Seit 2008 wird die Firma von Samick weitergeführt.

## Geschichte
Das Unternehmen wurde 1849 von Eduard Seiler in Liegnitz (seit 1945 Legnica, Polen) gegründet. 1873 baute Eduard Seiler eine Fabrik mit Dampfbetrieb und stellte 1874 mehr als 100 Arbeiter ein. Wenig später starb Eduard Seiler. 1879 ließ sich sein Bruder Johannes Seiler zum Klavierbauer ausbilden und übernahm Ende 1879 die technische Leitung der Fabrik. Das Unternehmen wurde zum größten Klavierhersteller Ostdeutschlands. Zum Ende des Zweiten Weltkrieges mussten die Familie Seiler und die verbliebene Belegschaft flüchten. Vorerst wurde die Produktion in Kopenhagen (Dänemark) wieder aufgenommen. 1961 wurde das Werk im unterfränkischen Kitzingen neu aufgebaut.
Das Unternehmen verweist auf eine Reihe von technischen Innovationen, für die Patente eingetragen wurden. Nach Eigendarstellung ist Seiler die deutsche Pianofortefabrik mit der größten Fertigungstiefe.
In den seit 1945 in Polen gelegenen ehemaligen Seiler-Fabrikanlagen wurden bis vor einigen Jahren Klaviere der Marke Legnica und Th. Betting gebaut. Ab 1963 gehörte die Braunschweiger Pianofortefabrik Zeitter & Winkelmann zur Seiler-Gruppe.
Auf Grund der weltweiten Absatzschwierigkeiten hochwertiger Klaviere musste das Unternehmen im Juli 2008 Insolvenz anmelden. Im November 2008 wurden die Firma und der Großteil der verbliebenen Belegschaft vom koreanischen Musikinstrumentenhersteller Samick übernommen.